# Józef Sosnowski (major)
Józef Sosnowski (ur. 1 lutego 1884 w Bachórzcu, zm. po 1933) – major piechoty Wojska Polskiego.

## Życiorys
Urodził się 1 lutego 1884 w Bachórzcu, w ówczesnym powiecie brzozowskim Królestwa Galicji i Lodomerii, w rodzinie Józefa.
Był oficerem rezerwy piechoty cesarskiej i królewskiej Armii. Jego oddziałem macierzystym był Pułk Piechoty Nr 10 w Przemyślu. W jego szeregach walczył w czasie I wojny światowej. Na stopień kadeta został mianowany ze starszeństwem z 1 stycznia 1912, a na stopień podporucznika ze starszeństwem z 1 listopada 1914. Później został przemianowany na oficera zawodowego i mianowany porucznikiem ze starszeństwem z 1 marca 1915.
W listopadzie 1918 zorganizował III batalion 10 Pułku Piechoty i na jego czele walczył z Ukraińcami pod Przemyślem, Chyrowem i Nowym Miastem. Od 21 grudnia pod Lwowem w grupie pułkownika Józefa Sopotnickiego, a później grupie pułkownika Władysława Sikorskiego. 27 grudnia 1918 został formalnie przyjęty do Wojska Polskiego z dniem 1 listopada 1918, z byłej armii austro-węgierskiej, z zatwierdzeniem posiadanego stopnia porucznika i przydzielony do Okręgu Wojskowego Przemyśl. Następnie uczestniczył w walkach z Ukraińcami pod Lubieniem Wielkim i Małym, Obroszynem, Stawczanami, Mostkami, Szywczycami Wielkimi i Małymi, Łyczakowem, Karaczynowem, Jamelną, Bartatowem, Straczą, Malczycami i Janowem. W większości walk dowodzony przez niego batalion działał samodzielnie i zdobył wiele materiału wojennego, w tym 12 ciężkich karabinów maszynowych. W kontrataku na Krzywczyce pod Lwowem osobiście zdobył jeden z tych karabinów. Później został przeniesiony do Okręgu Generalnego Łódź, gdzie sformował 2/IV batalion wartowniczy. Po zakończeniu organizacji dowodzony przez niego oddział został skierowany do Tarnopolskiego Okręgu Etapowego, a 20 sierpnia 1920 wcielony do 19 Pułku Piechoty, jako II batalion.
18 września 1920 zarząd gminy miasta Buska wyraził „najwyższe uznanie i gorące podziękowanie za zasługi położone przy zdobyciu i obronie Buska w dniach 30 VIII, 1, 5, 9 września oraz za pełne poświęcenie się w obronie mienia tutejszej ludności w walce z bolszewikami”.
1 lutego 1921 major Juliusz Hoffmann, były szef sztabu 5 Dywizji Piechoty sporządził wniosek na odznaczenie kapitana Sosnowskiego Orderem Virtuti Militari. Wniosek został poparty przez dowódcę 19 pułku piechoty pułkownika Mieczysława Kawkę, dowódcę piechoty dywizyjnej 26 Dywizji Piechoty pułkownika Adolfa Dąbrowskiego, dowódcę 5 Dywizji Piechoty generała podporucznika Pawła Szymańskiego i dowódcę Okręgu Korpusu Nr VI generała porucznika Władysława Jędrzejewskiego.
Po zakończeniu działań wojennych służył w 18 Pułku Piechoty w Skierniewicach. W czerwcu był odkomenderowany na Kurs informacyjny Dowództwa Okręgu Generalnego Łódź. 3 maja 1922 został zweryfikowany w stopniu kapitana ze starszeństwem z 1 czerwca 1919 i 141. lokatą w korpusie oficerów piechoty. W lipcu tego roku został zatwierdzony na stanowisku pełniącego obowiązki dowódcy batalionu. W 1923 pełnił obowiązki dowódcy III batalionu. 31 marca 1924 został mianowany majorem ze starszeństwem z 1 lipca 1923 i 57. lokatą w korpusie oficerów piechoty. Po awansie został zatwierdzony na stanowisku dowódcy III baonu. W czerwcu 1925 został przesunięty na stanowisko kwatermistrza, a w lipcu tego roku przesunięty na stanowisko dowódcy III batalionu. W marcu 1926 został przesunięty na stanowisko oficera Przysposobienia Wojskowego 18 pp, a w październiku tego roku przeniesiony do 4 Pułku Piechoty Legionów w Kielcach na stanowisko dowódcy III baonu. W kwietniu 1928 został przeniesiony do 81 Pułku Piechoty w Grodnie na stanowisko kwatermistrza. Z dniem 28 lutego 1930 został przeniesiony w stan spoczynku.
W 1934, jako oficer stanu spoczynku pozostawał w ewidencji Powiatowej Komendy Uzupełnień Sambor. Posiadał przydział do Oficerskiej Kadry Okręgowej Nr X. Był wówczas „przewidziany do użycia w czasie wojny”.
Mężczyzna o tym samym imieniu, nazwisku i imieniu ojca oraz roku urodzenia figuruje w wykazie aresztowanych przez Zarząd NKWD Obwodu Lwowskiego, którzy byli przetrzymywani w więzieniu nr 1 Obwodu Lwowskiego we Lwowie i rozstrzelani 26 czerwca 1941.

## Ordery i odznaczenia
- Krzyż Walecznych[32][33]

austro-węgierskie
- Krzyż Zasługi Wojskowej 3 klasy z dekoracją wojenną i mieczami dwukrotnie[34]
- Srebrny Medal Zasługi Wojskowej z mieczami na wstążce Krzyża Zasługi Wojskowej[34]
- Brązowy Medal Zasługi Wojskowej z mieczami na wstążce Krzyża Zasługi Wojskowej[34]
- Krzyż Wojskowy Karola[34]
- Krzyż Jubileuszowy Wojskowy[34]